# Paradicsom klavibakteres betegsége

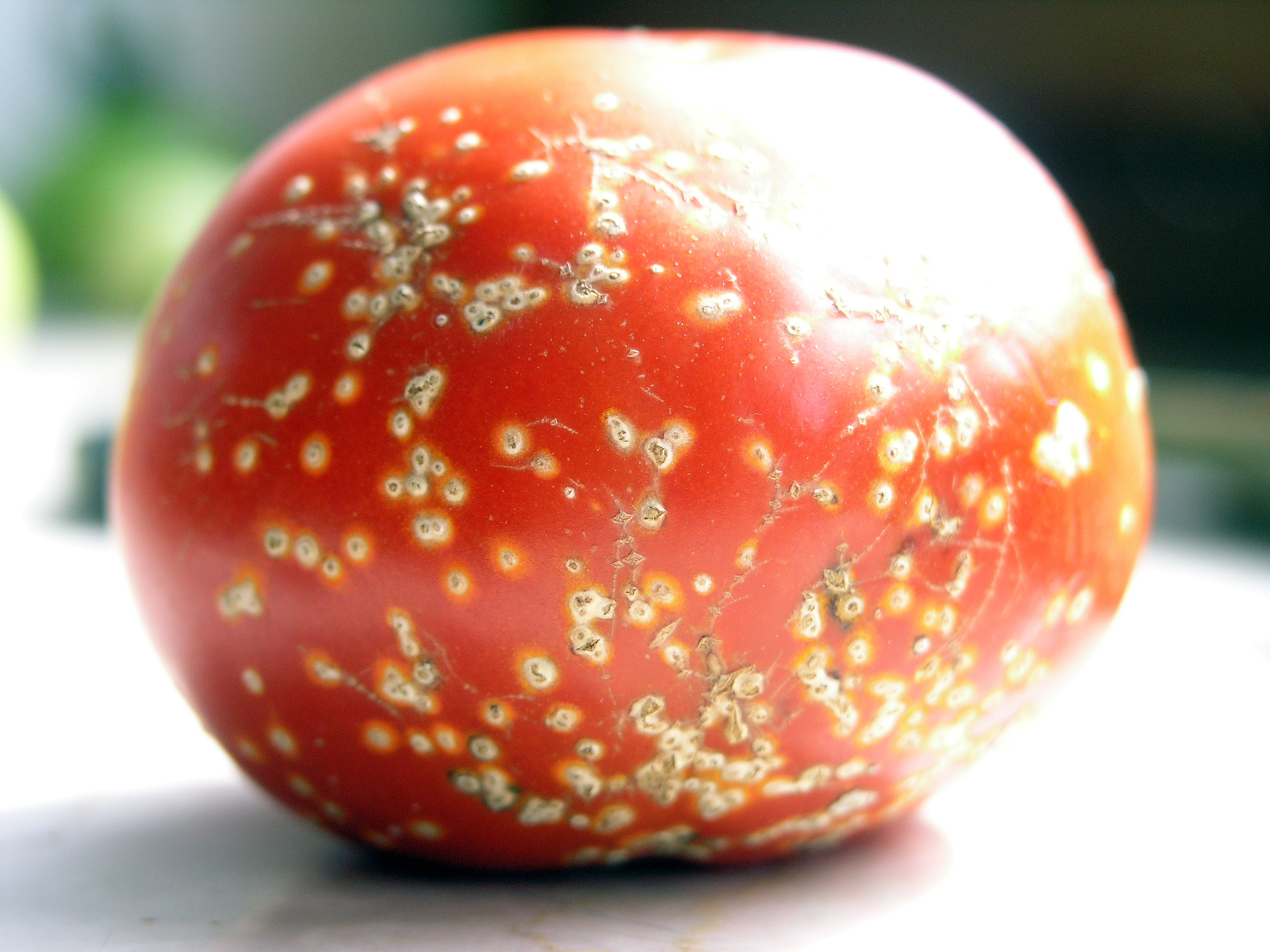
Erősen fertőzött paradicsombogyó

A paradicsom klavibakteres betegsége egy Clavibacter michiganensis ssp. michiganensis nevű baktérium által okozott megbetegedés, mely kizárólag a paradicsomot fertőzi.
Először 1909-ben írták le az Egyesült Államokból, Európában először Németországban jelentkezett 1927-ben. Magyarországon először 1964-ben tűnt fel, itthon jelentős növénypusztulást okozott, mivel a 60-as évektől kezdtek elterjedni az Amerikából származó intenzív fajták. A hagyományos magyar fajták alig fogékonyak a betegségre.
A paradicsomfajták egyik fontos értékmérő tulajdonsága lett ezen betegséggel szembeni ellenállóság, mivel fogékony fajták termesztése kockázatos.

## Tünetek
Legjellemzőbb tünet a növény hervadása, mely először az alsó leveleken jelentkezik. Később az egész növény hervadni, majd száradni kezd, végül teljesen elszárad. A száron és levélnyélen hosszúkás barna csíkok és repedések láthatók, az edénynyalábok, majd később a belső szövetek barnává, üregessé válnak. A szárat megnyomva világossárga baktériumváladék figyelhető meg.
A bogyón apró, világos, szegély nélküli foltok láthatóak, közepükön világosbarna elhalással.

## Fertőzés
Fertőzési források lehetnek a talajban maradt fertőzött növényi részek. A kórokozó így akár 5 évig is életképes, fertőzőképes maradhat. A talajból a gyökereken keresztül jut a baktérium az edénynyalábokba. Fontos fertőzési forrás a nem megfelelően kezelt vetőmag, amiből fertőzött palánták kelnek ki. Egyik növényről a másikra is terjedhet a fertőzés a művelőeszközök segítségével, illetve kacsozáskor vagy szedéskor. A kórokozó ilyenkor a növények sérülésien keresztül hatol a növénybe. Az edénynyalábokon felfelé nagyon gyorsan képes haladni, nap 6 mm-t is mozoghat.
A magok belülről és kívülről is fertőződhetnek. Az első esetben a kórokozó az edénynyalábokból a mag köldökén keresztül jut a belső állományba. A másik esetben a magnyeréskor kerülhet a kórokozó a mag felszínére.

## Védekezés
A védekezés legfontosabb alapelve a megfelelő fajtaválasztás. A fogékony fajták termesztése kiváló agrotechnikai feltételek mellett is kockázatos.
A fertőzött növényi részeket meg kell semmisíteni, nem forgathatók vissza a talajba.
A vetőmag csávázására kasugamicin hatóanyagú készítmények használhatók, ezzel a mag felületén lévő kórokozók elpusztíthatók, de ha a fertőzés a mag belsejében is fennáll, a csávázás hatástalan.
Állományokban kasugamicin, réz-szulfát és réz-hidroxid hatóanyagú szerekkel mérsékelhető a terjedés, illetve megelőzhető a bogyófertőzés.